# Jasper Becker
Jasper Becker est un journaliste britannique né en 1956. Il est spécialiste de l'Asie, et plus particulièrement de la Chine.

## Biographie
Jasper Becker est d’abord spécialiste de l'Asie pour la BBC, puis correspondant à Pékin du plus grand quotidien anglophone de Hong Kong, le South China Morning Post pendant plus de dix ans avant d'en être licencié en 2002.
En 1998, il publie Hungry Ghosts (La grande famine de Mao) sur le désastre du « Grand Bond en avant », opération politique lancée par Mao à la fin des années 1950 en Chine. Les conséquences en sont calamiteuses car le « Grand Bond en avant » provoque des dizaines de millions de morts de faim et Jasper va jusqu'à évoquer des actes de cannibalisme.

## Accueil critique
Jasper Becker est considéré comme un spécialiste politique de l'Asie. À ce titre, il intervient dans de nombreux médias.
Michel Bonnin indique que l'ouvrage  Hungry Ghosts, rédigé après plusieurs années de recherches par un auteur qui connaît bien la Chine, « fait figure d’événement ». C'est le premier ouvrage entièrement consacré à la famine qui a été la conséquence des choix politiques de Mao Zedong lors du Grand Bond en avant.

## Publications
- (en) Rogue Regime. Kim Jong Il and the Looming Threat of North Korea (Oxford University Press), 2005.
- Les Forçats de la faim. Dans la Chine de Mao 1999.
- La Famine en Corée du Nord, 1998, un des premiers témoignage de la catastrophe qui se déroula dans les années 1990 en Corée du Nord[5].
- (en) Hungry Ghosts: Mao's Secret Famine, John Murray, 1996, réédité par The Free Press, 1997, Henry Holt & Company; 1998, 352 p. (ISBN 0-684-83457-X), traduit en français en 1998 sous le titre  La grande famine de Mao, Paris, Dagorno.